# Follow Me (canción)
«Follow Me» —en español: «Sígueme»—- es una canción de la banda británica de rock alternativo Muse. Es la sexta pista y tercer sencillo del álbum The 2nd Law. 
La película World War Z incluyó la versión instrumental de la canción en los créditos finales.

## Composición
La canción trata sobre Bingham Bellamy, primer hijo de Bellamy que había nacido el año anterior. Al inicio de la canción se pueden oír los latidos de su corazón, los cuales Bellamy grabó con su iPhone momentos antes de que su prometida diera a luz. Estos latidos también se pueden escuchar en la canción «The 2nd Law: Isolated System». La revista NME describió la canción como "una oda a la paternidad".
Al igual que The 2nd Law: Unsustainable y Madness, «Follow Me» está fuertemente influenciada por el género dubstep, muy popular en aquellos años. También se perciben elementos de rock electrónico, dance rock y pop ya vistos en años anteriores, además de una línea vocal poderosa y emocional. Se trata también de la canción en la que Bellamy utiliza un rango vocal más amplio, desde el G2 hasta el Bb4.
«Follow Me» fue la única canción del álbum que fue coproducida con un productor externo, Nero. 

## Vídeo musical
El vídeo musical es un collage de escenas de la banda durante los conciertos en el O2 Arena London de los días 26 y 27 de octubre de 2012. Se estrenó el 11 de diciembre de 2012.

## Formatos
| «Follow Me» |             |          |  |
| N.º         | Título      | Duración |  |
| 1.          | «Follow Me» | 3:50     |  |

| «Follow Me live from the O2 London» — descarga digital |                                     |          |  |
| N.º                                                    | Título                              | Duración |  |
| 1.                                                     | «Follow Me live from the O2 London» | 3:57     |  |

| «Descarga digital (Remix)» |                                                     |          |  |
| N.º                        | Título                                              | Duración |  |
| 1.                         | «Follow Me (Jacques Lu Cont's Thin White Duke Mix)» | 5:54     |  |

## Posicionamiento en listas
| Lista (2012-13)                             | Mejor posición |
| ------------------------------------------- | -------------- |
| Bélgica (Flandes) (Ultratop 50)             | 31             |
| Bélgica (Valonia) (Ultratip Bubbling Under) | 3              |
| Francia (SNEP)                              | 88             |